# Новожилов, Анатолий
Анатолий Новожилов (эст. Anatoli Novožilov; 8 июля 1973, Кохтла-Ярве) — эстонский футболист, нападающий.

## Биография
Начал взрослую карьеру в командах чемпионата Эстонской ССР среди коллективов физкультуры — «Химик» (Кохтла-Ярве) и «ЭП» (Йыхви).
После распада СССР перешёл в таллинский «Вигри», позже переименованный в «Тевалте», игравший в высшей лиге Эстонии. 27 мая 1994 года забил 10 голов в матче против «Калева» Силламяэ (24:0), что является рекордом чемпионата. По итогам сезона 1993/94 его клуб мог бы финишировать третьим, но был дисквалифицирован и отправлен на последнее место. Сам Новожилов с 14 голами стал четвёртым бомбардиром сезона и лучшим снайпером своего клуба.
С лета 1994 года выступал за другой клуб из Таллина, носивший названия «Лантана-Марлекор», «Тевалте-Марлекор», «Марлекор» и ТФМК. В его составе неоднократно становился призёром национального чемпионата — серебряным (1994/95, 2001, 2003) и бронзовым (1995/96, 2002). Обладатель (2002/03) и финалист (1994/95) Кубка Эстонии. Всего за клуб провёл около 150 матчей в чемпионате. В сезоне 2001 года забил 13 голов и вошёл в десятку лучших бомбардиров лиги. В ходе сезона 1997 года переходил в клуб второго дивизиона Финляндии «Лахти», где сыграл один матч. Сезон 2000 года пропустил.
В конце карьеры играл в низших лигах за младшие команды ТФМК и за «Орбит» (Йыхви).
Всего в высшем дивизионе Эстонии сыграл 195 матчей и забил 76 голов.
Провёл один матч за молодёжную сборную Эстонии — 15 августа 1995 года против ровесников из Литвы (0:5).